# 弗朗索瓦·韦达
弗朗索瓦·韦达（法語：François Viète，發音：[fʁɑ̃swa vjɛt]；1540年—1603年2月23日）是16世纪法国最有影响的数学家之一。他的研究工作为近代数学的发展奠定了基础。他也是名律师，是皇家顾问，曾为亨利三世和亨利四世效力。
1540年，韦达生于法国普瓦图地区，今旺代省的丰特奈勒孔特，早年在普瓦捷学习法律，后任律师。数学是他的业余爱好。他是第一个有意识地、系统地使用符号的人。他不仅用字母表示未知量和未知量的乘幂，而且用来表示一般的系数。他把符号代数称为类的算术，以别于数的算术。他还发现了代数方程根与系数的关系的韦达定理。韦达对三角学也更进一步将已有的三角学系统化。在他对三角法研究的第一本著作《应用于三角形的数学法则》中，就有解直角三角形、斜三角形等的详述，并且还有平面三角形的正切定理、球面钝角三角形的余弦定理、许多三角恒等式以及差化积定理等。他并有系统地发展了利用全部六种三角函数求解各种平面与球面三角形的方法。1603年2月23日，韦达在巴黎病逝。
著有《应用于三角形的数学定律》、《分析方法入门》。
韦达最早明确给出有关圆周率的无穷运算式，而且创造了一套十进分数表示法，促进了记数法的改革。之后，韦达用代数方法解决几何问题的思想由笛卡儿继承，发展成为解析几何。

## 生平

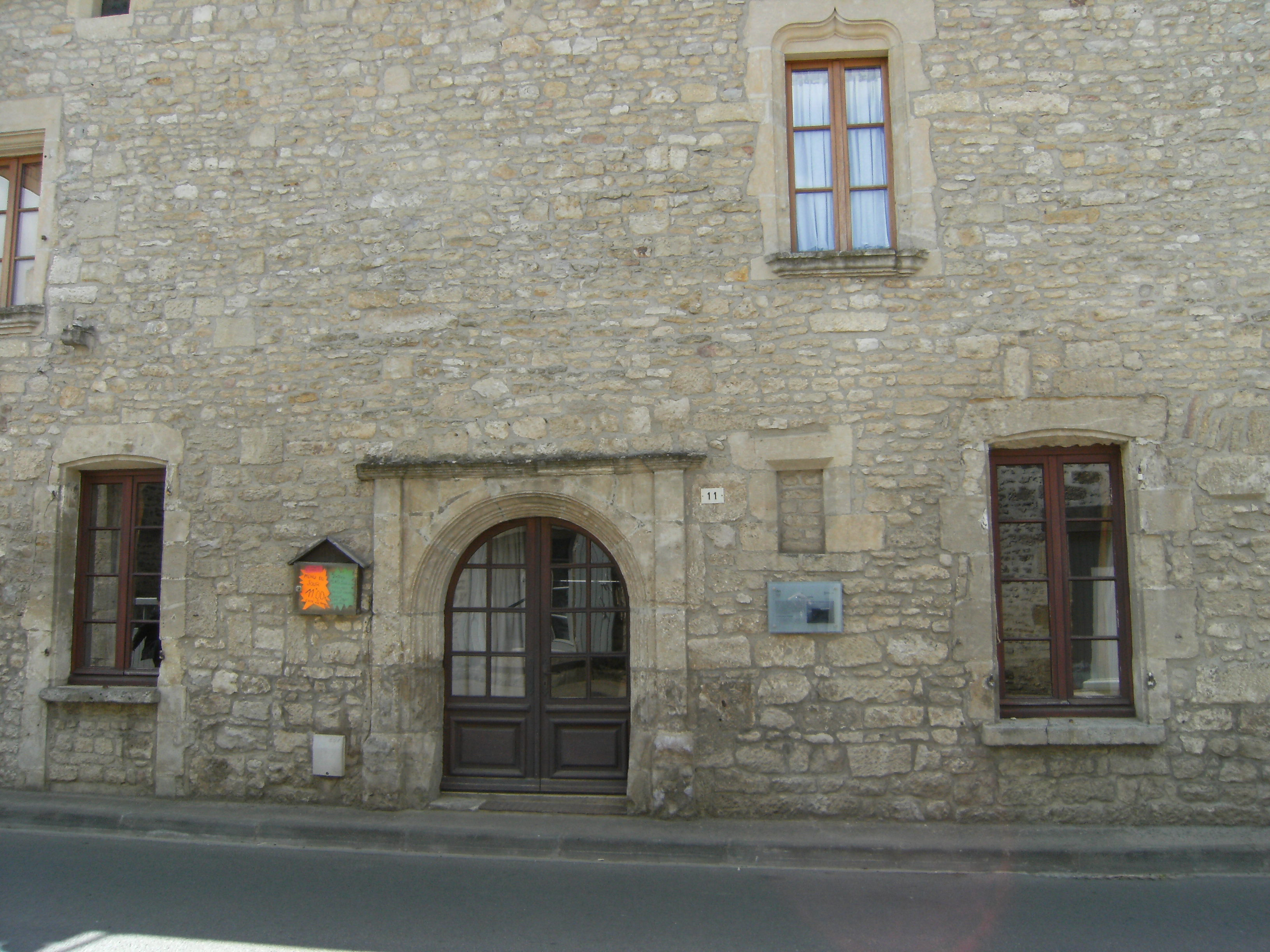
韦达的出生地

### 出生
韦达生于法国旺代省丰特奈勒孔特。他的祖父是拉罗歇尔的一名商人。他的父亲艾蒂安·韦达（Etienne Viète）则是丰特奈勒孔特的检察官，以及勒比索（Le Busseau）的公证人。他的母亲是巴拿巴·布里松（Barnabé Brisson）的姨姨，后者是天主教联盟统治法国时的执政官、议会的第一任主席。
韦达去了方济会学校上学，并于1558年在普瓦捷学习法律，并于1559年获得法律本科学位。一年后，他在老家开始了自己的律师生涯。从一开始，他就积极处理了几桩大案，包括为国王弗朗西斯一世的遗孀处理在普瓦图(Poitou)的租赁问题，并为苏格兰女王玛丽照料财产。

### 为帕尔特奈效力

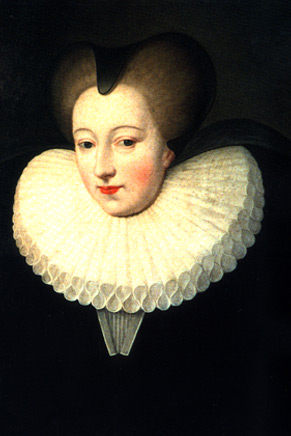
凯瑟琳·德·帕尔特奈

1564年，韦达为让五世·德·帕尔特奈-苏比斯的妻子苏比斯夫人安托瓦内特·德·奥贝泰尔，前者是胡格诺派的一个军事头目，并与他一道去里昂搜集他抵抗内穆尔公爵，保卫城池的英雄事迹。
同年，在帕克-苏比斯旺代省的穆尚公社里，韦达成了凯瑟琳·德·帕尔特奈的家教，后者是苏比斯的12岁女儿。他教授女儿科学和数学，并为她写了诸多天文学、地理、三角的论述，很多文稿都流传了下来。在这些论著中，韦达使用了十进制(比西蒙·斯特芬早了20年)，并记录了行星的椭圆轨道，领先开普勒40年，早于布鲁诺去世时的20年。
约翰五世·德·帕尔特奈将他推荐给了查理九世。1566年让五世·德·帕尔特奈-苏比斯去世，韦达在自传中撰写了帕爾特奈的家谱。
1568年，苏比斯夫人安托瓦内特将女儿凯瑟琳许配给了查尔斯·德·凯莱内克男爵，韦达随同苏比斯夫人去了拉罗歇尔，在那里他进入高阶加尔文主义贵族的社交圈，如加斯帕尔·德科利尼、孔代亲王、纳瓦拉女王珍妮·德·阿尔伯特以及她的儿子纳瓦拉的亨利，未来的查理九世。
1570年，在对德·凯莱内克男爵臭名昭著的诉讼上，韦达拒绝代表苏比斯夫人，后者声称男爵无法(或不愿)提供继承人。

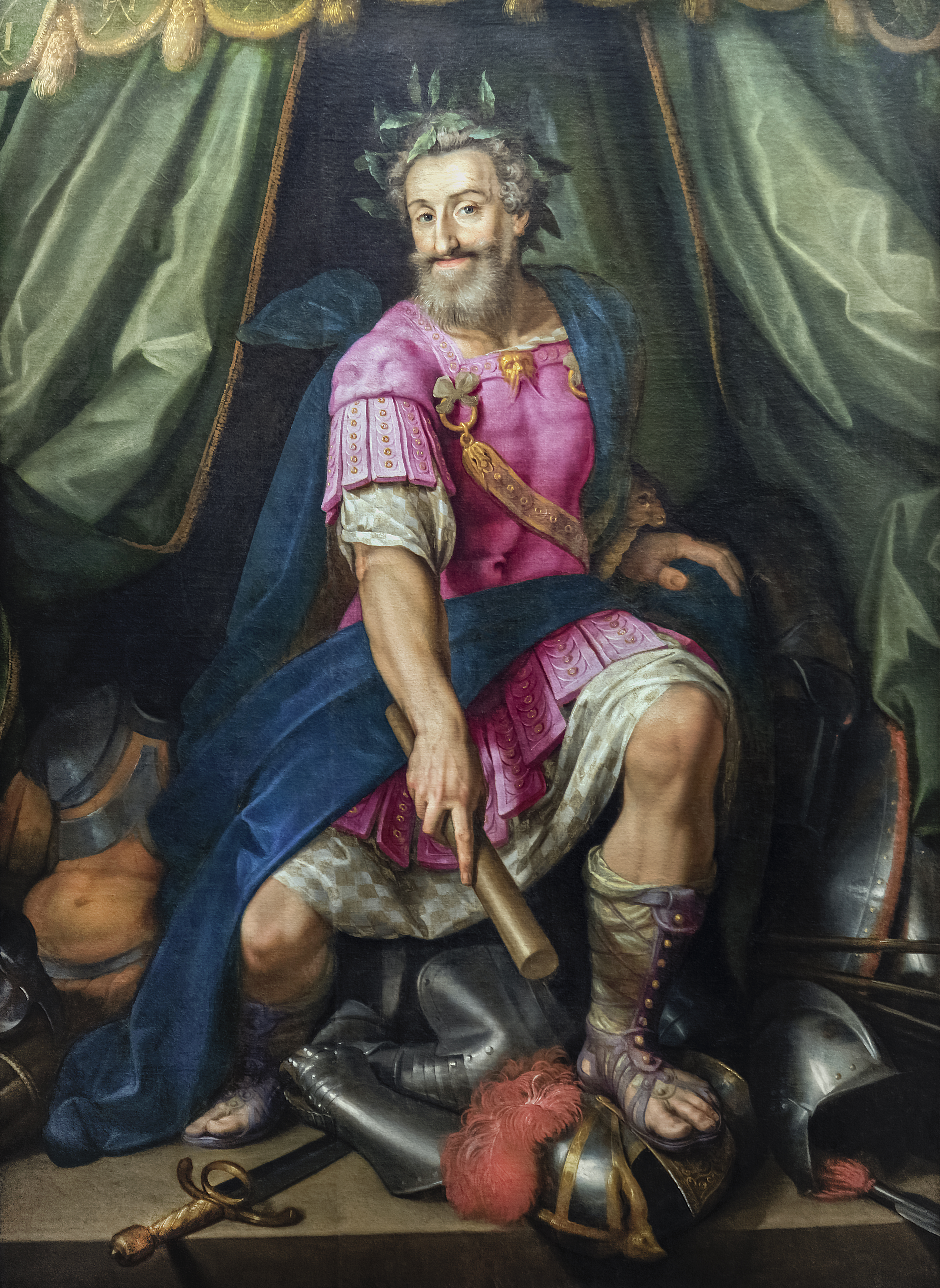
亨利四世

### 初到巴黎
1571年，韦达前往巴黎担任检察官，并与他的学生凯瑟琳保持往来。他时常到访丰特奈勒孔特，参与地方职务。韦达出版了自己的Universalium inspectionum ad canonem mathematicum liber singularis，在闲暇之余进行数学研究。据说他在一个问题上能滞留三天，伏案饮食而不改变姿势(友人雅克·奥古斯特·德·图对他的形容).
1572年，韦达在圣巴托罗缪之夜到了巴黎。当晚，德·凯莱内克男爵在营救加斯帕尔·德科利尼时遇害。同年，韦达拜会了加尔纳什夫人(Lady of Garnache)弗朗索瓦兹·德·罗翰(Françoise de Rohan)，成为她对抗内穆尔大公雅克的顾问。
1573年，他成为雷恩布列塔尼高等法院的议员，两年后，他获得了安托瓦内特·德·奥贝泰尔将帕尔特奈的凯瑟琳许配给弗朗索瓦兹的兄弟勒内·德·罗翰大公(Duke René de Rohan)的协定。 
1576年，罗翰大公亨利将韦达置于特别保护下，在1580年将他推荐为"maître des requêtes"。1579年，韦达出版了他的canonem mathematicum (Metayer publisher)。一年后，他被任命为巴黎议会的maître des requêtes，为国王效力。同年，他在内穆尔大公和弗朗索瓦兹·德·罗翰之间的案件上偏袒后者，导致顽固的天主教联盟对他的仇恨。

### 丰特奈流放
在1583年到1585年间，韦达因同情新教运动而被控告，联盟说服亨利三世释放韦达。纳瓦拉的亨利在罗翰的怂恿下，在1585年3月3日和4月26日向亨利三世写了两封信，试图使韦达管复印，但以失败告终。
韦达与弗朗西斯·德·罗翰到了滨海博瓦尔的丰特奈勒孔特。他用了四年致力于数学研究，写了他的“分析艺术”或《新代数》(New Algebra)。

### 两位国王的解码专家

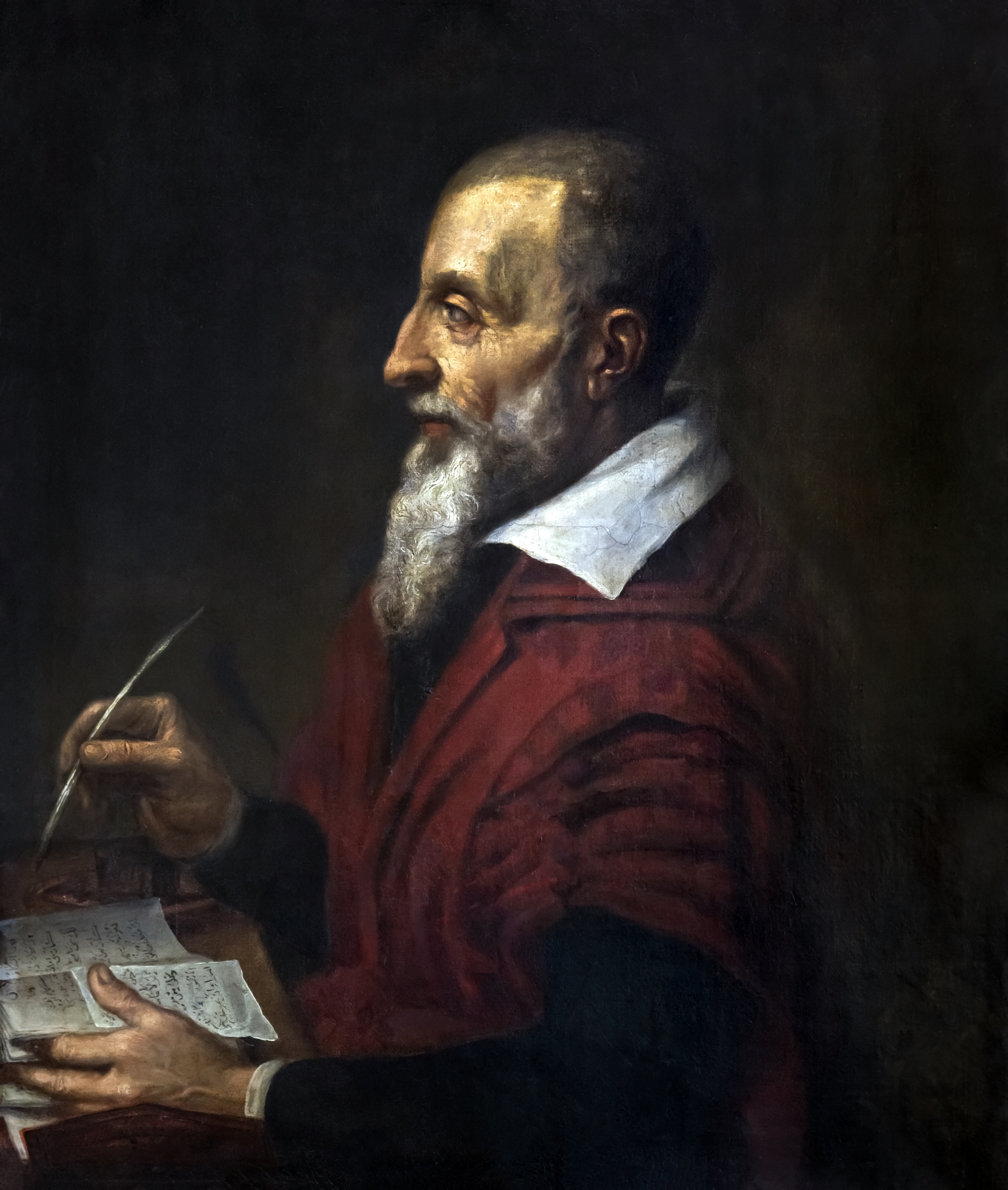
约瑟夫·史卡拉

1589年，亨利三世逃亡布洛瓦。他命令皇家官员在1589年4月15日前到达图尔。韦达是最早一批到达图尔的人。他破译了天主教联盟和其它敌人的密码。尔后，他与学者约瑟夫·尤斯图斯·斯卡利杰辩论，并在1590年大胜。
在亨利三世去世后，韦达成为纳瓦拉亨利的私人顾问，后者成为亨利四世。他受到国王的宠信，他的数学天赋得到了赞许。韦达获得了图尔议会的议员席位。1590年，韦达发现了西班牙密码的解，它包括500多个字符，这意味着法国手中所有的密函都可以轻易破解。
亨利四世出版了摩尔司令(Moreo)致西班牙国王的信件。根据韦达的解读，法国联盟的首脑马耶讷大公夏尔·德·吉斯谋反。这个出版平息了法国宗教战争。西班牙国王指责韦达使用魔法。1593年，韦达出版论文驳斥史卡拉。到1594年起，他被特别任命破译敌人的密文。

### 格里历
1582年，教宗格列高利十三世发表了他的《教宗诏书》命令天主教国王废止儒略历，使用卡拉布里亚医生阿洛伊修斯·里利乌斯的纪年法。他的工作在去世后由教宗的科学顾问克里斯托佛·克拉乌继续推广。
韦达在一系列手册中指责克拉乌(1600)，认为任意加入对日期的修正有误，以及他对前人工作的错误理解，特别是计算月运周期的问题。韦达给出了时间表，而克拉乌在韦达去世后，在他的《答辩》(Explicatio,1603)对此巧妙地进行了反驳。
是韦达弄错了。很明显，数学历史学家多摩波斯(Dhombres)称韦达认为自己是“时间之王”韦达瞧不起克拉乌，德·索(De Thou)称：

他说克拉乌在解释数学原理上十分聪明，他能很清楚地理解作者的创举，并在没有引述的情况下给出了在他之前的各种学说。因此，他的工作比起之前的零散的、混乱的作品更加清晰有序...

### 阿德里安·范·羅門事件

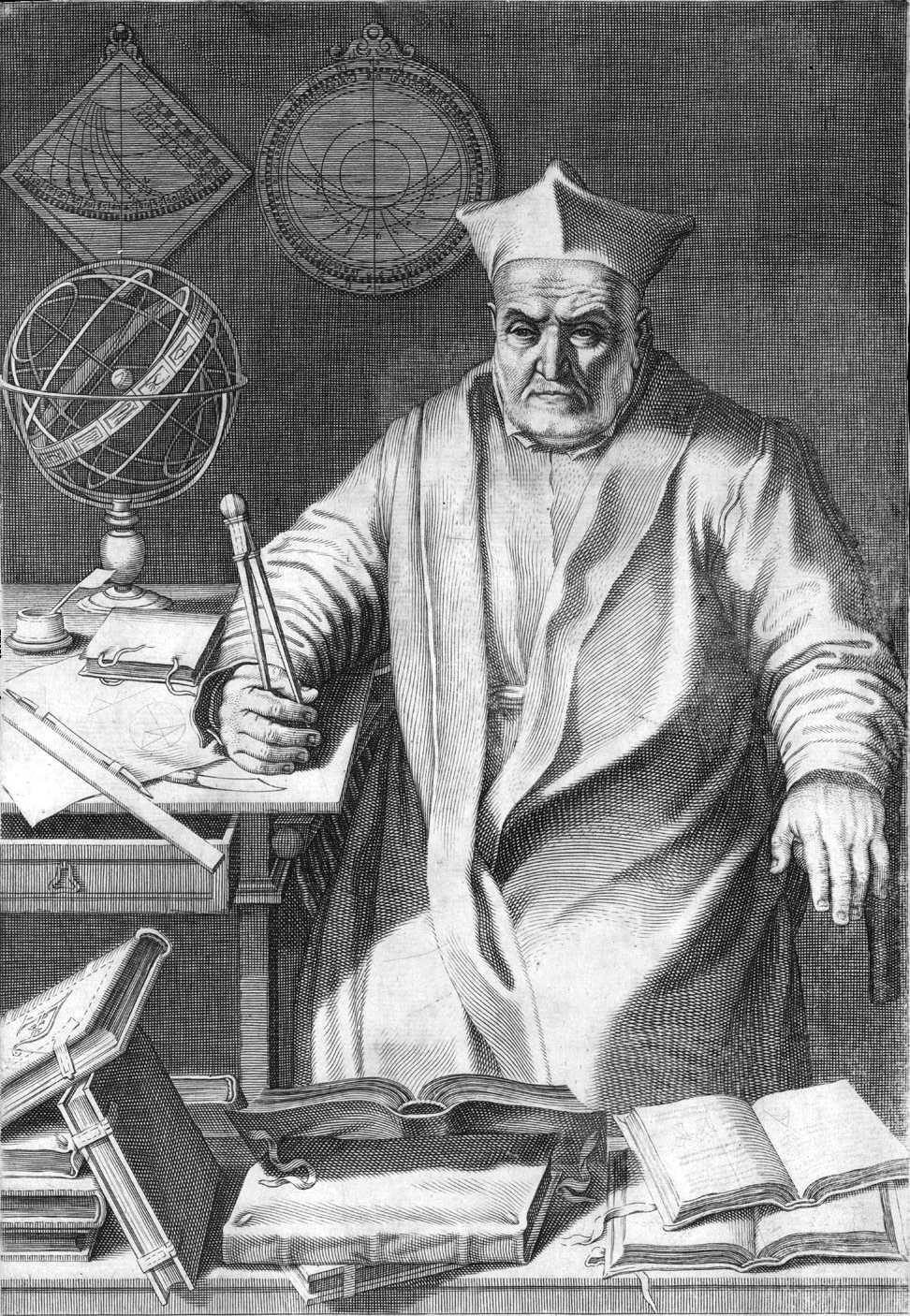
克里斯托佛·克拉乌

1594年，史卡拉继续了他对莱顿大学的攻击。韦达在次年做出明确答复。同年三月，阿德里安·范·罗门向欧洲顶尖数学家求多项式的45度解。亨利四世从荷兰大使那里碰了一鼻子灰，称法国没有数学家。他这样说是因为阿德里安·范·罗门没有邀请法国人来解题。
韦达来到，看见题目，靠着窗户站了一会儿后就给出解。方程是在sin(x)和sin(x/45)之间的。他称自己可以立刻(其实是第二天)给出大使所出的其它22个问题。"Ut legit, ut solvit"他称。不但如此，他将新的问题返回给了范·罗门，要他用欧几里得工具来解阿波罗尼奥斯所遗留的问题。范·罗门不得不用了一些小伎俩来给出解答。

### 晚年
韦达于1598被给予特别准假。然而，亨利四世任命他负责平息公证人叛乱。由于案牍劳形，他在1602年离开岗位，获得了20,000埃居的报酬，这笔钱在他去世后的床头被发现。
在他去世前的几个星期，他就密码学写了最后的论文，这些回忆使得当时所有的解码都过了时。正如德·索所写，他于1603年2月23日去世，留下了两个女儿——他和巴布·科特尔所生的珍妮(Jeanne)，和朱利恩·勒克莱尔(Julienne Leclerc)所生的苏珊妮(Suzanne)。大女儿珍妮嫁给了布列塔尼议会议员让·加百列，于1628年去世。苏珊妮于1618年在巴黎去世。韦达的死因不详，他的学生亚历山大·安德森出版了他的著作，称"praeceps et immaturum autoris fatum"。

### 符号分析

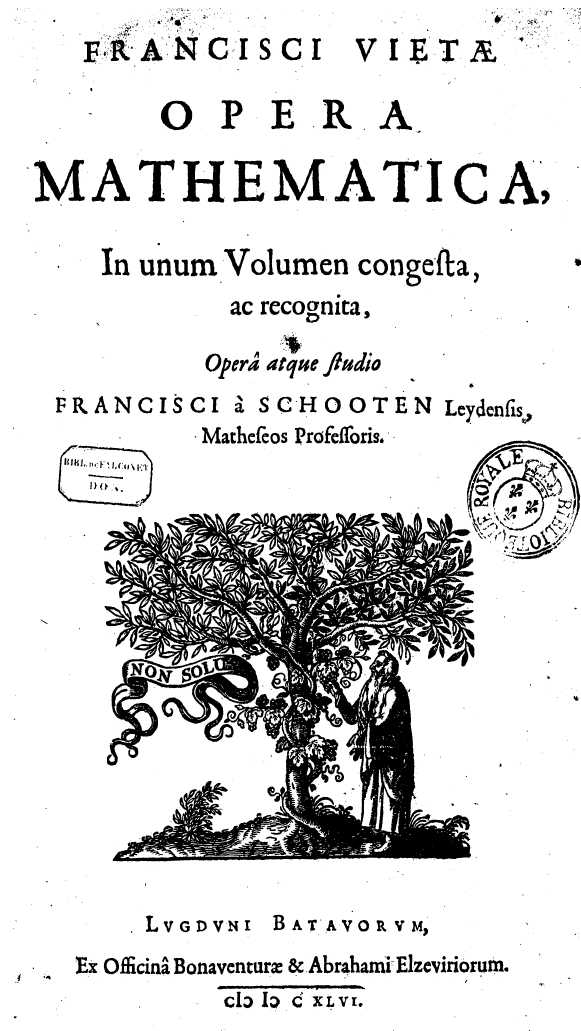
1646年《数学论集》封面

## 工作与思想

三角形与圆相切

### 亚德里安·范·罗曼的挑战

德·阿波罗尼斯数学题

范·罗曼给出了一个方程：
{\displaystyle x^{45}-45x^{43}+945x^{41}-12300x^{39}+111150x^{37}-740459x^{35}+3764565x^{33}-14945040x^{31}+469557800x^{23}+483841800x^{21}-488494125x^{19}+384942375x^{17}-232676280x^{15}+105306075x^{13}-34512074x^{11}+7811375x^{9}-1138500x^{7}+95634x^{5}-3795x^{3}+45x=C\,}
其中{\displaystyle C\,}是个已知数，特别地，他要求给出一个当
{\displaystyle C={\sqrt {{\frac {7}{4}}-{\sqrt {\frac {5}{16}}}-{\sqrt {{\frac {15}{8}}-{\sqrt {\frac {45}{64}}}}}}}\,}
时的解。
韦达已经知道并能运用{\displaystyle n\,}的正弦和余弦公式（{\displaystyle n\,}为任意整数）。他意识到方程左边是{\displaystyle 2\sin 45\alpha \,}的表达式，而后者可用{\displaystyle 2\sin \alpha \,}表示。故只需简单地求出使得
{\displaystyle 2\sin 45\alpha =C\,}的{\displaystyle \alpha \,}值，就可得到范·罗曼形如{\displaystyle x=2\sin 45\alpha \,}的方程的解。